# 関口雄大
関口 雄大（せきぐち ゆうた、1985年8月26日 - ）は、栃木県宇都宮市出身の元プロ野球選手（外野手）。右投右打。

## 来歴・人物

### プロ入り前
宇都宮北高校卒業後、滋賀大学経済学部に進学。同大学では1年秋からベンチ入り。当初は大学で野球を続けるつもりはなく、プロ入りも意識していなかったが、3年春に京滋大学野球リーグの選抜チームに選ばれ、近畿大学の大隣憲司のプレーを見て、「自分も同じ5リーグ対抗戦の舞台に立っているのだから努力すればプロに入れるのではないか」と思い至ったことでプロ入りを目指す（但し大隣との対戦経験はない）。2007年春季京滋リーグ2部で打率.535、本塁打5、打点17で首位打者となり、最優秀選手、ベストナインに選出された。
2007年春季リーグ戦後に野球部を退部し、学籍を残したまま8月にアスリートブランド社主宰のアメリカ・カリフォルニア大学サマーリーグのモントレー・ベイソックスに参加。レギュラーとして43試合に出場し打率.309、本塁打4、盗塁8、打点28という成績でチームの主力選手として活躍。帰国後の2007年9月に行われた横浜ベイスターズ新人テストに参加し、打撃では柵越えを連発したほか50メートル走で5秒54、遠投で120メートルという好成績で合格。同年秋のプロ野球ドラフト会議にて横浜から育成選手部門1巡目指名を受けて入団。横浜球団初の育成選手となった。ドラフト制後の国立大学出身野手の入団は4人目、滋賀大学からは初めてのプロ野球選手となった。

### 横浜時代
2008年に二軍で32試合に出場し打率.356、本塁打4と好成績を残した。この活躍が認められ、その年のオフに支配下選手へ昇格。横浜球団において初の育成選手が支配下登録された例となった。
2009年7月、プロ入り初の一軍昇格を果たした。同19日、プロ初打席で初球を打ち、プロ初安打を記録した。しかし、一軍出場はわずか2試合に終わり、11月26日に稲田直人、坂元弥太郎、松山傑との交換トレードで加藤武治、松家卓弘と共に北海道日本ハムファイターズへ移籍。また、育成枠出身者のトレードは初である。背番号は松山が着用していた57となった。

### 日本ハム時代
日本ハム移籍後の一軍での出場は2010年に3試合、2011年も2試合に留まった。2012年は一軍出場が無く、同年10月23日、宮本賢、市川卓と共に戦力外通告を受けた。

### 引退後
引退後は日本ハムの一軍の用具担当として球団に残った。2017年からはベースボール・オペレーショングループのアナリストを務め、2022年からは同グループのビデオコーディネーター兼スコアラー補佐に転じる。

## 詳細情報

### 年度別打撃成績
| 年 度     | 球 団     | 試 合 | 打 席 | 打 数 | 得 点 | 安 打 | 二 塁 打 | 三 塁 打 | 本 塁 打 | 塁 打 | 打 点 | 盗 塁 | 盗 塁 死 | 犠 打 | 犠 飛 | 四 球 | 敬 遠 | 死 球 | 三 振 | 併 殺 打 | 打 率 | 出 塁 率 | 長 打 率 | O P S |
| --------- | --------- | ----- | ----- | ----- | ----- | ----- | -------- | -------- | -------- | ----- | ----- | ----- | -------- | ----- | ----- | ----- | ----- | ----- | ----- | -------- | ----- | -------- | -------- | ----- |
| 2009      | 横浜      | 2     | 4     | 4     | 0     | 1     | 1        | 0        | 0        | 2     | 0     | 0     | 0        | 0     | 0     | 0     | 0     | 0     | 1     | 0        | .250  | .250     | .500     | .750  |
| 2010      | 日本ハム  | 3     | 3     | 3     | 0     | 0     | 0        | 0        | 0        | 0     | 0     | 0     | 0        | 0     | 0     | 0     | 0     | 0     | 1     | 0        | .000  | .000     | .000     | .000  |
| 2011      | 日本ハム  | 2     | 3     | 3     | 0     | 0     | 0        | 0        | 0        | 0     | 0     | 0     | 0        | 0     | 0     | 0     | 0     | 0     | 0     | 0        | .000  | .000     | .000     | .000  |
| 通算：3年 | 通算：3年 | 7     | 10    | 10    | 0     | 1     | 1        | 0        | 0        | 2     | 0     | 0     | 0        | 0     | 0     | 0     | 0     | 0     | 2     | 0        | .100  | .100     | .200     | .300  |

### 年度別守備成績
| 年 度 | 球 団    | 外野  | 外野  | 外野  | 外野  | 外野  | 外野     |
| 年 度 | 球 団    | 試 合 | 刺 殺 | 補 殺 | 失 策 | 併 殺 | 守 備 率 |
| ----- | -------- | ----- | ----- | ----- | ----- | ----- | -------- |
| 2009  | 横浜     | 1     | 2     | 0     | 0     | 0     | 1.000    |
| 2010  | 日本ハム | 2     | 0     | 0     | 0     | 0     | ----     |
| 2011  | 日本ハム | 2     | 2     | 0     | 0     | 0     | 1.000    |
| 通算  | 通算     | 5     | 4     | 0     | 0     | 0     | 1.000    |

### 記録
- 初出場：2009年7月19日、対中日ドラゴンズ12回戦（横浜スタジアム）、5回裏にライアン・グリンの代打で出場
- 初打席・初安打：同上、5回裏に川井雄太から左翼線二塁打
- 初先発出場：2009年7月21日、対読売ジャイアンツ14回戦（横浜スタジアム）、1番・左翼手で先発出場

### 背番号
- 111 （2008年）
- 65 （2009年）
- 57 （2010年 - 2012年）